# Armored Core: Nexus
Armored Core: Nexus es un videojuego mecha de la serie Armored Core.

## Argumento
Años han pasado desde el incidente en la Línea Silenciosa, pero la batalla entre las corporaciones continua sin diferencias. Ahora una nueva corporación ha entrado en la escena. Navis, en ninguna parte es cercana al tamaño de las otras corporaciones, tiene completo control por encima de un nuevo recurso. Las otras corporaciones no logran recostarse y dejar ese lugar. Entonces ellos establecen contratos con los Ravens a través de la Raven's Ark. Por supuesto, Navis emplea el uso de los Ravens también, y un conflicto de tamaño natural parece aparente en el horizonte. Otra vez, le empujan en las líneas de la guerra corporativa, pero hace algo hasta la mentira más peligrosa en espera?

## Fondo
- Raven’s Ark (Refugio de Raven)  - El sucesor para Global Cortex en la región en la cual el juego ocurre. Como sus encarnaciones anteriores, el Refugio (como su conocido en taquigrafía), una organización "de mediación" neutra responsable de establecer contratos entre Ravens y las Corporaciones. El Refugio tiene sólo una estipulación primaria: ningún Raven puede aceptar directamente un contrato de un cliente sin pasar por el Refugio primero.
- Mirage - El más grande y el más poderoso de las corporaciones. A pesar de su fuerza impresionante, Mirage todavía se amplía en la región y se encuentra con la oposición feroz de Navis, una corporación más pequeña ya pesadamente atrincherada en la región. Mirage tiene su ojo en los activos únicos de Navis y no está encima del comienzo de una guerra para adquirirlos.
- Crest - La segunda corporación más grande detrás de Mirage. Crest también trabaja su camino en la región, pero parece estar demasiado preocupada por autodefensa y preservación que pegar su nariz en el conflicto que se intensifica entre Mirage y Navis, al menos no con demasiada frecuencia. Si llega el empujon, Crest tiene un ejército privado de pilotos AC, encabezada por el piloto de intimidar a los Raven conocido como Genobee, listo para entrar en la refriega.
- Kasaragi - Una de las empresas más pequeñas. Kisaragi es una técnica innovadora siempre en la búsqueda de adquirir nuevos recursos y renovar tecnologías perdidas para ayudar a su adelanto. Kasaragi sigue siendo principalmente un egoísta y oportunista jugador, ofreciendo ayuda en una mano y golpear con el otro cuando es el momento adecuado. Tienen una pequeña alianza con Navis, por el momento.
- Navis - Una nueva empresa formada hace muy poco. Navis tiene el monopolio de un nuevo recurso y el control sobre la región del mundo donde este recurso se puede encontrar. Todas sus negaciones a divulgar información alguna sobre este recurso o compartir con el resto de las empresas han dado lugar a rivalidades e incluso conflictos con las demás empresas. Mirage está demostrando ser jefe rival de Navis.
- USE - Un local de armas y fabricante de MT. USE trata de no intervenir en el conflicto actual y sigue siendo neutral. USE se centra sólo en la investigación y desarrollo de MT.
- Organización para Administrar la Empresa (OAE) - Una organización burocrática destinada a las corporaciones policiales y mantener a todos amenazados. La organización es, por falta de mejores palabras, muy incompetente y es intimidada en el cumplimiento de los deseos de las grandes empresas con mucha frecuencia. Mirage constantemente utiliza la OAE para su propio beneficio.

## Ravens
- Genobee - El más poderoso Raven en la Arena. Trabaja exclusivamente para industrias Crest, y es bastante frío y enigmático. Habla casi en una monótona voz robótica. El pilotea un AC todo negro llamado "doble cara" que parece mostrar la capacidad que ningún otro AC posee. El comanda la lealtad of otros Ravens exclusivos de Crest.
- Jack-O - Un Raven revolucionario buscando reestructurar el intacto sistema administrativo del Refugio. Es rara vez visto en Nexus, pero tiene una función mucho más importante en su secuela Last Raven. El pilotea el AC Foxeye.
- Evangel - Un Raven recién alistado que se convierte en algo de un amistoso rival para el jugador en el transcurso del juego. Él es expulsado finalmente de los Ravens por aceptar directamente contratos de las Corporaciones sin pasar por el Refugio del Cuervo primero. El AC que el pilotea, Oráculo, es presentada en la caja del juego y mucho en su película de apertura. Él tiene un papel considerablemente más grande en la secuela Last Raven.
- Ammo - Un rival para el jugador al comienzo del juego. El pilotea el AC Birth Bomb que más tarde se cambia el nombre a End Bomb. Su AC es finalmente destruido por otro Raven (no el protagonista), y él es asesinado.
- Agraya - Otro piloto de AC que trabaja exclusivamente para Crest. No se sabe mucho acerca de ella. Ella no está registrada con El Refugio, pero parece haber algún tipo de relación con Genobee. Tanto si se trata de un romance, hermano o relación de amistad es desconocido. Ella pilotea el AC Red Star.

## Jugabilidad
Armored Core: Nexus mejora el motor gráfico de Armored Core 3. Los cambios en el sistema básico del juego son considerables, por lo que los jugadores no están en condiciones de juego para importación de datos desde el anterior juego, Silent Line: Armored Core o algún otro título previo.

## Serie de videojuegos
| Nombre                          | Año  |  |
| ------------------------------- | ---- |  |
| Amored Core                     | 1997 |  |
| Armored Core: Project Phantasma | 1997 |  |
| Armored Core: Master of Arena   | 1999 |  |
| Armored Core 2                  | 2000 |  |
| Armored Core 2: Another Age     | 2001 |  |
| Armored Core 3                  | 2002 |  |
| Silent Line: Armored Core       | 2003 |  |
| Armored Core: Nexus             | 2004 |  |
| Armored Core: Nine Breaker      | 2004 |  |
| Armored Core: Formula Front     | 2004 |  |
| Armored Core: Last Raven        | 2005 |  |
| Armored Core 4                  | 2006 |  |
| Armored Core: for Answer        | 2008 |  |

- Datos: Q2453218